# Gulbrämad flatnäbb
För fågelarten Tolmomyias flavotectus, se gulvingad flatnäbb.
Gulbrämad flatnäbb (Tolmomyias assimilis) är en fågel i familjen tyranner inom ordningen tättingar

## Utseende och läte
Gulbrämad flatnäbb är en liten tyrann med mycket bred näbb vid roten och vingpennor med gula kanter eller bräm. Den är förvillande lik en rad andra tyranner. Det mörka ögat urskiljer den dock från gråkronad flatnäbb och vingarna är mer bjärt färgade men har otydligare vingband än olivgul flatnäbb. Från olivmaskad flatnäbb och gulbröstad flatnäbb skiljer den sig genom vit, ej gul strupe. Bland lätena hörs en stigande serie med klara eller sträva visslingar, i vissa delar av utbredningsområdet med en tydligt nasal ton.

## Utbredning och systematik
Gulbrämad flatnäbb delas in i sju underarter med följande utbredning:
- T. a. neglectus – östra Colombia, södra Venezuela och nordvästra Brasilien
- T. a. examinatus – sydöstra Venezuela, Guyanaregionen och nordcentrala Brasilien
- T. a. obscuriceps – sydöstra Colombia till nordöstra nordöstra Peru
- T. a. clarus – centrala Peru
- T. a. assimilis– sydcentrala Amazonområdet i Brasilien österut till floderna Canumã och Sucunduri
- T. a. sucunduri – sydcentrala Amazonområdet i Brasilien mellan Canumã/Sucunduri och Tapajós
- T. a. paraensis – nordöstra Brasilien
- T. a. calamae – norra Bolivia och sydvästra Brasilien

### Familjetillhörighet
Arten placeras traditionellt i familjen tyranner. DNA-studier visar dock att Tyrannidae består av fem klader som skildes åt redan under oligocen, pekar på att de skildes åt redan under oligocen, varför vissa auktoriteter behandlar dem som egna familjer. Gulbrämad flatnäbb med släktingar placeras då i Pipromorphidae.

## Levnadssätt
Gulbrämad flatnäbb hittas oftast högt uppe i trädtaket i regnskog. Den ses ofta som en del av kringvandrande artblandade flockar.

## Status och hot
Arten har ett stort utbredningsområde, men tros minska i antal, dock inte tillräckligt kraftigt för att den ska betraktas som hotad. Internationella naturvårdsunionen IUCN listar arten som livskraftig (LC).